# 福克斯穹
福克斯穹是南極洲的穹丘，位於科茨地，處於斯特拉頓冰川和哥頓冰川之間，屬於沙克爾頓山脈的一部分，海拔高度超過1,525米，在1957年由英聯邦探險隊繪入地圖。
80°36′S 27°50′W / 80.600°S 27.833°W